# بخش سیانگ بالا
بخش سیانگ بالا (به انگلیسی: Upper Siang district) یک منطقهٔ مسکونی در هند است که در آروناچال پرادش واقع شده‌است. بخش سیانگ بالا ۶٬۱۸۸ کیلومتر مربع مساحت و ۳۵٬۳۲۰ نفر جمعیت دارد.